# Цератостигма свинчатковая
Цератости́гма свинча́тковая, или Цератости́гма плюмбагови́дная (лат. Ceratostigma plumbaginoides) — типовой вид рода Цератостигма (Ceratostigma) семейства Свинчатковые (Plumbaginaceae).

## Ботаническое описание

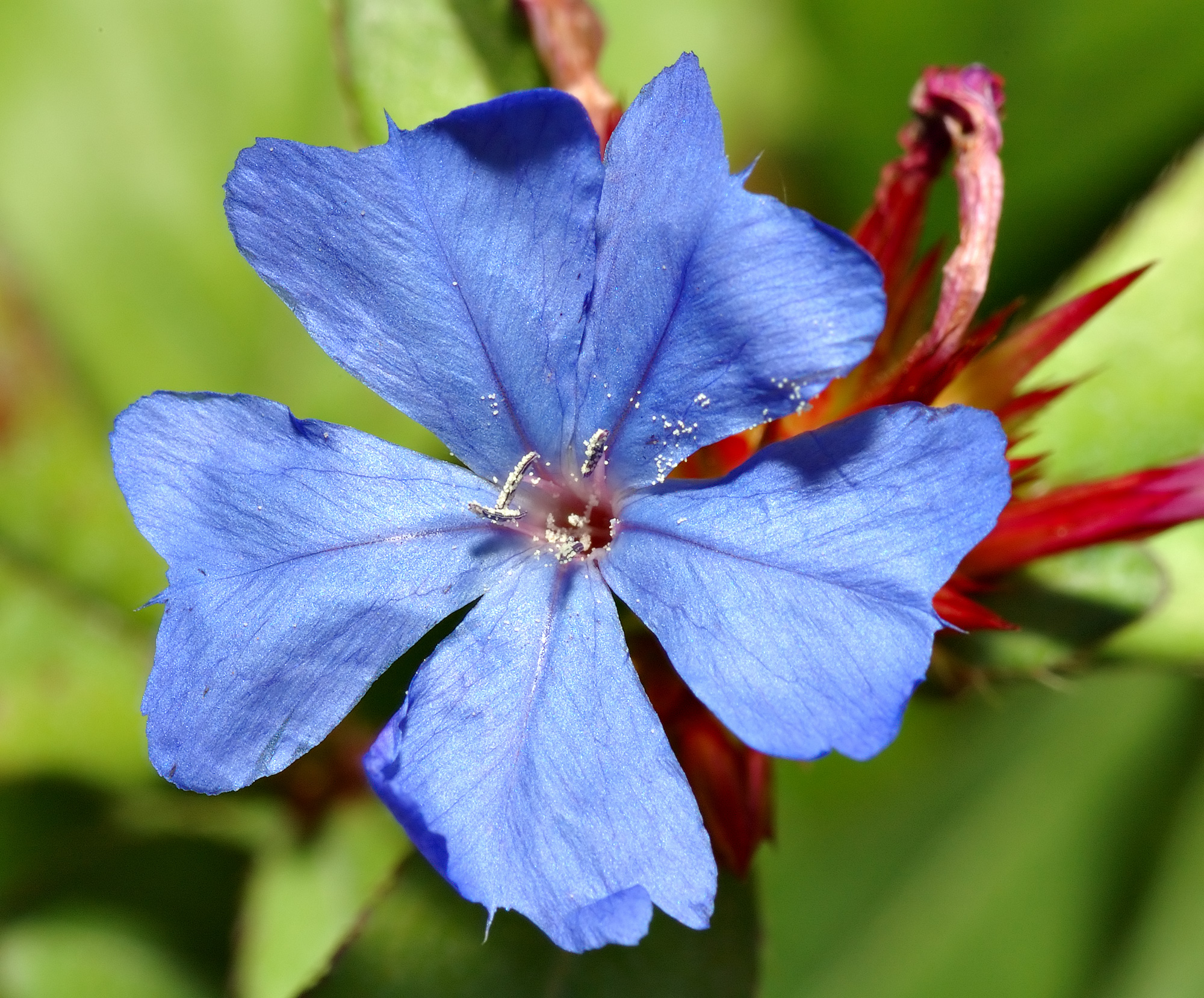
Цветок крупным планом

Корневищное стелющееся многолетнее травянистое растение высотой 20—30 см. По характеру роста напоминает дёрн, разрастается посредством отводков. Листья овальные, до 9 см длиной, с опушенной волнообразной границей, распускаются поздно. Сверху листовая пластинка насыщенно-зеленая, снизу — серо-зеленая. Осенью листья становятся бронзовыми или оранжево-красными.
Соцветия головчатые, терминальные. Цветки небесно-голубые, маленькие. Цветение в конце августа - сентябре.

## Распространение и местообитание
Родина — Западный Китай, растёт на лесных опушках.

## Хозяйственное значение и применение
Иногда выращивается как декоративное садовое растение.